# 圣公会圣路加堂 (纽黑文)
圣公会圣路加堂（St. Luke's Episcopal Church）位于纽黑文华理大道111-113号（斯佩里街口），建于1905年，哥特复兴风格，2003年列入国家史迹名录。

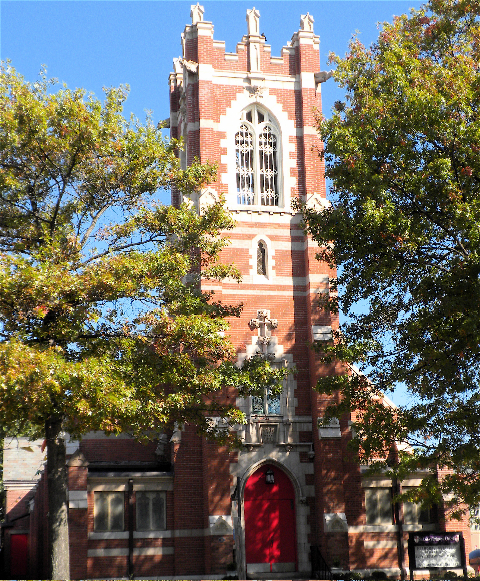